# El sabor del té verde con arroz
El sabor del té verde con arroz (お茶漬の味 Ochazuke no Aji?) es una película dramática japonesa de 1952 dirigida por Yasujirō Ozu. El guion trata sobre una pareja adinerada de mediana edad (interpretada por Shin Saburi y Michiyo Kogure) que tiene dificultades matrimoniales y su sobrina que usa los problemas de la pareja como excusa para no asistir a las entrevistas de matrimonio concertadas.

## Sinopsis
Taeko y Mokichi llevan muchos años casados y no tienen hijos. Taeko es una mujer egoísta y mimada y continuamente regaña a su marido por su supuesta vagancia y origen humilde. Un día Taeko acepta participar, sin decirle nada a su esposo, en un viaje fuera de la ciudad, en compañía de sus amigas Aja y Takako y su sobrina Setsuko; Durante su estancia, Taeko les revela la crisis que atraviesa su matrimonio, culpando a su marido y a la monotonía de su vida matrimonial. Después de regresar a Tokio, Setsuko, ahora en edad de casarse, es empujada por su familia y por la propia tía Taeko a casarse y organizan una reunión romántica para ella; pero Setsuko está contra del matrimonio concertado y abandona el nombramiento y va a visitar a su tío Mokichi.
Este, enterado del encuentro, se sorprende con la visita de su sobrina y, contra su voluntad, la lleva consigo por la ciudad. Después de regresar a casa por la noche, tío y sobrina son regañados por Taeko: Setsuko es culpable de haber ido en contra de las decisiones de su familia, Mokichi de haber sido cómplice de la «fuga» de la chica. Tras el enfrentamiento, Taeko sale de casa, más enojado que nunca. Al día siguiente el jefe de Mokichi le ordena que vaya a un viaje de negocios a Uruguay; por lo que envía un telegrama a su esposa pero, al no recibir respuesta, se marcha sin volver a verla. Al regresar a casa después de la discusión, Taeko se da cuenta de que ha sido demasiado dura con su marido y, sabiendo que está lejos de ella, comprende lo importante que es en realidad para ella.
Pero el viaje a Uruguay se pospone y Mokichi regresa a casa después de apenas un día; los dos se reconcilian y vuelven a ser felices como no lo eran desde hace años.

## Reparto
- Shin Saburi como Mokichi Satake
- Michiyo Kogure como Taeko Satake
- Kōji Tsuruta como Non-chan / Noboru Okada
- Chishū Ryū como Sadao Hirayama
- Chikage Awashima como Aya Amamiya
- Keiko Tsushima como Setsuko Yamauchi
- Kuniko Miyake como Chizu Yamauchi
- Eijirō Yanagi como Naosuke Yamauchi
- Yōko Kosono como Fumi, la criada de Satake
- Yūko Mochizuki como Shigeru, la esposa de Sadao

## Producción
Yasujirō Ozu escribió originalmente el guion de la película bajo el título provisional de «Kareshi Nankin e Iku» (彼氏南京へ行く, traducido como «El novio va a Nankín») en 1939, con una historia sobre un hombre que está a punto de ser enviado al extranjero para realizar el servicio militar, en lugar del viaje de negocios a Uruguay que se narra en la película final. En 1940 se cambió el título a «Ochazuke no aji» y comenzó a prepararse para su producción. Sin embargo, los censores militares exigieron que se reescribiera por completo el guion, por ejemplo, que el humilde plato de ochazuke mencionado en el título se sustituyera por el plato festivo de arroz con judías rojas, porque el hombre se iba a servir en el ejército. Ozu entonces abandonó el proyecto.

## Recepción

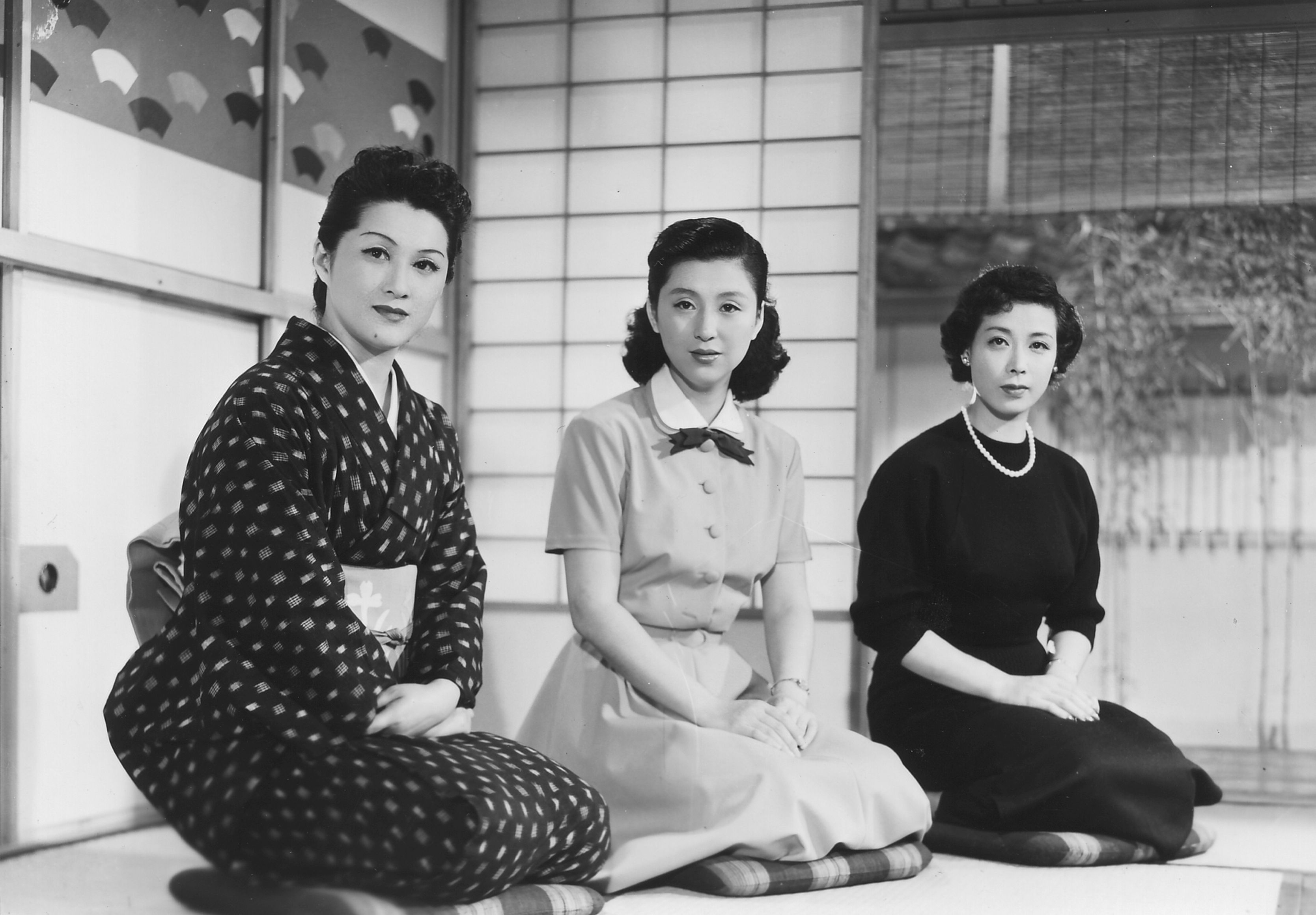
Michiyo Kogure, Keiko Tsushima y Chikage Awashima en una escena de la película

En 1973, el crítico de cine estadounidense, Vincent Canby, escribió que El sabor del té verde con arroz «no es una gran obra de Ozu. Hay momentos —especialmente en su subtrama sobre una muchacha que se niega a aceptar los preparativos tradicionales para una boda— en que es casi una comedia de fórmula». Canby también dijo, sin embargo, que los personajes de Kogure y Saburi «se convierten en personajes muy atractivos, tocados por una especie de nobleza«, y señaló que «Ozu nunca desperdicia nuestro interés en conectar escenas si podemos darlas por sentado. Cuando nos muestra a un hombre que va, digamos, de una oficina a otra, se vuelve importante, tal vez como un reconocimiento del tiempo perdido o como una especie de equivalente cinematográfico al espacio en blanco entre los capítulos de una novela».
Dave Kehr, del Chicago Reader, calificó la película como «recomendada». Elogiando los melodramas de Ozu por «evitar cualquier sentido de cliché en su estudio sobrio, a veces dolorosamente sutil, de las relaciones familiares», Kehr sostuvo que la «falta de movimiento de cámara» de Ozu a veces dice más que las elaboradas técnicas de sus contemporáneos.

## Premios
- Premio Mainichi en la categoría de Mejor Actor para Shin Saburi (1952).[1]